# العلاقات الألمانية البوسنية
العلاقات الألمانية البوسنية هي العلاقات الثنائية التي تجمع بين ألمانيا والبوسنة والهرسك.

## مقارنة بين البلدين
هذه مقارنة عامة ومرجعية للدولتين:
| وجه المقارنة                                              | ألمانيا                                                                              | البوسنة والهرسك                                             |
| --------------------------------------------------------- | ------------------------------------------------------------------------------------ | ----------------------------------------------------------- |
| المساحة (كم2)                                             | 357.41 ألف                                                                           | 51.20 ألف                                                   |
| عدد السكان (نسمة)                                         | 81.29 مليون                                                                          | 3.51 مليون                                                  |
| الكثافة السكانية (ن./كم²)                                 | 227.44                                                                               | 68.55                                                       |
| العاصمة                                                   | بون، برلين                                                                           | سراييفو                                                     |
| اللغة الرسمية                                             | اللغة الألمانية                                                                      | اللغة البوسنوية، اللغة الكرواتية، اللغة الصربية             |
| العملة                                                    | يورو، مارك ألماني                                                                    | مارك بوسني                                                  |
| الناتج المحلي الإجمالي (بليون دولار)                      | 3.68 تريليون                                                                         | 18.17 مليار                                                 |
| الناتج المحلي الإجمالي (تعادل القوة الشرائية) بليون دولار | 3.92 تريليون                                                                         | 41.35 مليار                                                 |
| الناتج المحلي الإجمالي الاسمي للفرد دولار أمريكي          | 41.31 ألف                                                                            | 4.25 ألف                                                    |
| الناتج المحلي الإجمالي للفرد دولار أمريكي                 | 46.40 ألف                                                                            | 10.43 ألف                                                   |
| مؤشر التنمية البشرية                                      | 0.926                                                                                | 0.733                                                       |
| رمز المكالمات الدولي                                      | +49                                                                                  | +387                                                        |
| رمز الإنترنت                                              | .de                                                                                  | .ba                                                         |
| المنطقة الزمنية                                           | توقيت وسط أوروبا، ت ع م+01:00، ت ع م+02:00، توقيت أوروبا الوسطى المعياري (ت غ م +1) ‏ | توقيت وسط أوروبا، ت ع م+01:00، ت ع م+02:00، أوروبا/سراييفو ‏ |

## مدن متوأمة
في ما يلي قائمة باتفاقيات التوأمة بين مدن ألمانية وبوسنية:
- ترتبط غلزنكيرشن مع زينيتسا باتفاقية توأمة منذ 1987.[17][17]
- ترتبط دورن مع جراداتشاتس باتفاقية توأمة.
- ترتبط لايبزيغ مع تراونيك باتفاقية توأمة منذ 1984.[18][19][20][21]
- ترتبط بريمن مع لوكافاكس باتفاقية توأمة منذ 1987.[22][22][22]
- ترتبط ماغديبورغ مع سراييفو باتفاقية توأمة منذ 1987.
- ترتبط فريدريكسهافن مع سراييفو باتفاقية توأمة.
- ترتبط غيرا مع غورازده باتفاقية توأمة منذ 3 أكتوبر 1988.[23][24][25][26]
- ترتبط كايسرسلاوترن مع بانيا لوكا باتفاقية توأمة منذ 1967.
- ترتبط فولفسبورغ مع سراييفو باتفاقية توأمة منذ 1975.
- ترتبط متمان مع غورازده باتفاقية توأمة منذ 1974.
- ترتبط هايدلبرغ مع موستار باتفاقية توأمة منذ 1965.

## منظمات دولية مشتركة
يشترك البلدان في عضوية مجموعة من المنظمات الدولية، منها:
| علم المنظمة | اسم المنظمة                               | تاريخ انضمام ألمانيا | تاريخ انضمام البوسنة والهرسك |
| ----------- | ----------------------------------------- | -------------------- | ---------------------------- |
|             | مؤسسة التمويل الدولية                     | 20 يوليو 1956        | 25 فبراير 1993               |
|             | منظمة حظر الأسلحة الكيميائية              | 29 أبريل 1997        | ?                            |
|             | يونسكو                                    | 11 يوليو 1951        | 2 يونيو 1993                 |
|             | الاتحاد الدولي للاتصالات                  | 1866                 | 20 أكتوبر 1992               |
|             | الأمم المتحدة                             | 18 سبتمبر 1973       | 22 مايو 1992                 |
|             | مجلس أوروبا                               | 13 يوليو 1950        | 24 أبريل 2002                |
|             | منظمة الشرطة الجنائية الدولية             | ?                    | ?                            |
|             | البنك الدولي للإنشاء والتعمير             | 14 أغسطس 1952        | 25 فبراير 1993               |
|             | منظمة الأمن والتعاون في أوروبا            | 25 يونيو 1973        | 30 أبريل 1992                |
|             | الاتحاد البريدي العالمي                   | 1 يوليو 1875         | ?                            |
|             | مؤسسة التنمية الدولية                     | 24 سبتمبر 1960       | 25 فبراير 1993               |
|             | المنظمة الأوروبية لسلامة الملاحة الجوية   | 1960                 | 2004                         |
|             | المركز الدولي لتسوية المنازعات الاستشارية | 18 مايو 1969         | 13 يونيو 1997                |
|             | وكالة ضمان الاستثمار متعدد الأطراف        | 12 أبريل 1988        | 19 مارس 1993                 |
|             | اتفاقية السماوات المفتوحة                 | ?                    | ?                            |

## أعلام
هذه قائمة لبعض الشخصيات التي تربطها علاقات بالبلدين:
- ماركو مارين (لاعب كرة قدم ألماني، 13 مارس 1989 – )

## وصلات خارجية
- موقع وزارة الخارجية الألمانية
- موقع وزارة الخارجية البوسنية